# Serixia khasiana
Serixia khasiana là một loài bọ cánh cứng trong họ Cerambycidae.